# Центральноафриканский франк
Центральноафрика́нский франк КФА, франк КФА BEAC, франк фина́нсового сотру́дничества в Центра́льной А́фрике (фр. franc  CFA  centrafricain, franc CFA BEAC, franc de la Coopération financière en Afrique-centrale) — денежная единица шести африканских государств, входящих в валютную зону франка.
Аббревиатура КФА (фр. CFA) первоначально складывалась из начальных букв французских слов colonies françaises d’Afrique (французские африканские колонии). С завоеванием бывшими колониями в 60-х годах XX века независимости она сохранилась, но стала расшифровываться как la Communauté financière africaine (Африканское финансовое сообщество) в случае с государствами Западной Африки или la Coopération financière en Afrique Centrale (Финансовое сотрудничество в Центральной Африке) — центральноафриканскими странами. Аббревиатура BEAC расшифровывается как Banque des États de l'Afrique Centrale (Банк государств Центральной Африки), то есть состоит из букв латиницы, а не кириллицы.

## История
Декретом французского правительства от 26 декабря 1945 года в качестве денежной единицы французских территорий Западной и Центральной Африки введён франк КФА. Его эмиссию на территории Французской Экваториальной Африки осуществляла Центральная касса Заморской Франции. 20 января 1955 года учреждён Эмиссионный институт Французской Экваториальной Африки и Камеруна, которому были переданы эмиссионные функции. 14 апреля 1959 года на базе Эмиссионного института учреждён Центральный банк государств Экваториальной Африки и Камеруна.
Конвенцией о валютном сотрудничестве от 22 ноября 1972 года валютный союз был реорганизован, учреждён новый центральный банк — Банк государств Центральной Африки (фр. Banque des États de l'Afrique Centrale, BEAC). Банк начал операции 2 апреля 1973 года.
В 1983 году к валютному союзу присоединилась Экваториальная Гвинея, заменившая в 1986 году собственную денежную единицу эквеле центральноафриканским франком.

## Монеты
В 1973 году начата чеканка монет с названием Банка государств Центральной Африки в 5 франков, в 1974 — в 1 и 10 франков, в 1975 — в 25 франков. Монеты этих номиналов были единого для всех стран образца.
В 1976 году начата чеканка монет в 50 и 500 франков, на которых указывалось буквенное обозначение страны (A — Чад, B — Центральноафриканская Республика, C — Конго, D — Габон, E — Камерун). С 1996 года буквенные обозначения стран на монетах не указываются.
Экваториальная Гвинея (единственная испаноязычная страна союза) в 1985 году выпустила монеты в 5, 25 и 50 франков, отличавшиеся от монет общего образца указанием денежной единицы на испанском языке (Francos), а также полным названием страны на аверсе (а не буквенным кодом, как на выпусках монет других стран). В 1986 году была выпущена только одна монета этого образца — 50 франков, в последующие годы монеты этого типа не чеканились.
В 1992 году начата чеканка монет в 100 франков, в 1998 году — 500 франков нового образца.
В 2006 году начат выпуск монет нового образца в 1, 2, 5, 10, 25, 50, 100, 500 франков.

## Банкноты
В 1973 году начат выпуск банкнот типа 1972 года. На банкнотах выпуска разных стран, кроме названия банка, указывалось также название страны. Оформление банкнот разных стран различалось. Были выпущены банкноты:
- Габон: 500, 1000, 5000, 10 000 франков;
- Камерун: 500, 1000, 5000, 10 000 франков;
- Конго: 500, 1000, 5000, 10 000 франков;
- ЦАР: 500, 1000, 5000, 10 000 франков;
- Чад: 500, 1000, 5000 франков[5].

Экваториальная Гвинея после присоединения к союзу выпустила банкноты образца 1985 года в 500, 1000, 5000 франков.
В 1993 году выпущены в обращение банкноты единого образца типа 1992 года в 500, 1000, 2000, 5000, 10 000 франков, принадлежность к определённым странам на банкнотах указывалась с помощью литер:
А — Габон;
С — Чад;
F — Экваториальная Гвинея;
М — Центральноафриканская Республика;
Т — Республика Конго;
U — Камерун.
В 2002 году в обращение выпущены банкноты нового образца. Банкноты серии 1992 года изымаются из оборота по мере изнашивания.
Банк центральноафриканских государств (Беак) скоро выпустит новый ассортимент банкнот в шести странах Центральноафриканского экономического и валютного сообщества (СЕМАК). Он заменит старые билеты, официально введенные в эксплуатацию в ноябре 2003 года.
Новый ассортимент заменит малые купюры в 500, 1000 и 2000 франков КФА и крупные купюры в 5000 и 10000 франков, которые в настоящее время используются в странах СЕМАК.
| Серия 1993 года | Серия 1993 года   | Серия 1993 года       | Серия 1993 года | Серия 1993 года | Серия 1993 года                            | Серия 1993 года   | Серия 1993 года |
| Изображение     | Изображение       | Номинал (франков КФА) | Размеры (мм)    | Основные цвета  | Описание                                   | Описание          | Годы печати     |
| Лицевая сторона | Оборотная сторона | Номинал (франков КФА) | Размеры (мм)    | Основные цвета  | Лицевая сторона                            | Оборотная сторона | Годы печати     |
| --------------- | ----------------- | --------------------- | --------------- | --------------- | ------------------------------------------ | ----------------- | --------------- |
|                 |                   | 500                   | 140×75          | коричневый      | Портрет мужчины и зебу                     | Антилопы          | 1993—2002       |
|                 |                   | 1000                  | 145×75          | зелёный         | Портрет мужчины и сбор кофе                | Плот              | 1993—2002       |
|                 |                   | 2000                  | 155×75          | оранжевый       | Портрет женщины и тропические фрукты       | Гавань            | 1993—2002       |
|                 |                   | 5000                  | 160×80          | красный         | Портрет мужчины и работники нефтяных вышек | Сбор хлопка       | 1993—2002       |
|                 |                   | 10 000                | 165×85          | синий           | Портрет женщины, здание Банка в Яунде      | Рыболовство       | 1993—2002       |

| Серия 2002 года | Серия 2002 года   | Серия 2002 года       | Серия 2002 года | Серия 2002 года | Серия 2002 года                        | Серия 2002 года                      | Серия 2002 года |
| Изображение     | Изображение       | Номинал (франков КФА) | Размеры (мм)    | Основные цвета  | Описание                               | Описание                             | Годы печати     |
| Лицевая сторона | Оборотная сторона | Номинал (франков КФА) | Размеры (мм)    | Основные цвета  | Лицевая сторона                        | Оборотная сторона                    | Годы печати     |
| --------------- | ----------------- | --------------------- | --------------- | --------------- | -------------------------------------- | ------------------------------------ | --------------- |
|                 |                   | 500                   | 130×70          | коричневый      | Портрет мальчика и урок в школе        | Женщина, две хижины                  | с 2002          |
|                 |                   | 1000                  | 135×75          | синий           | Портрет юноши и лесозаготовка          | Сельскохозяйственные работы          | с 2002          |
|                 |                   | 2000                  | 145×75          | розовый         | Портрет девушки и гидроэлектростанция  | Разработка полезных ископаемых       | с 2002          |
|                 |                   | 5000                  | 145×80          | зелёный         | Портрет мужчины и корабли в порту      | Нефтеперерабатывающий завод          | с 2002          |
|                 |                   | 10 000                | 150×80          | фиолетовый      | Портрет женщины и здание Банка в Яунде | Спутниковая антенна, самолёт и поезд | с 2002          |